# Pikardský ovčák
Pikardský ovčák (francouzsky: Berger de Picardie, anglicky: Picardy Shepherd) je francouzské psí plemeno.

## Historie

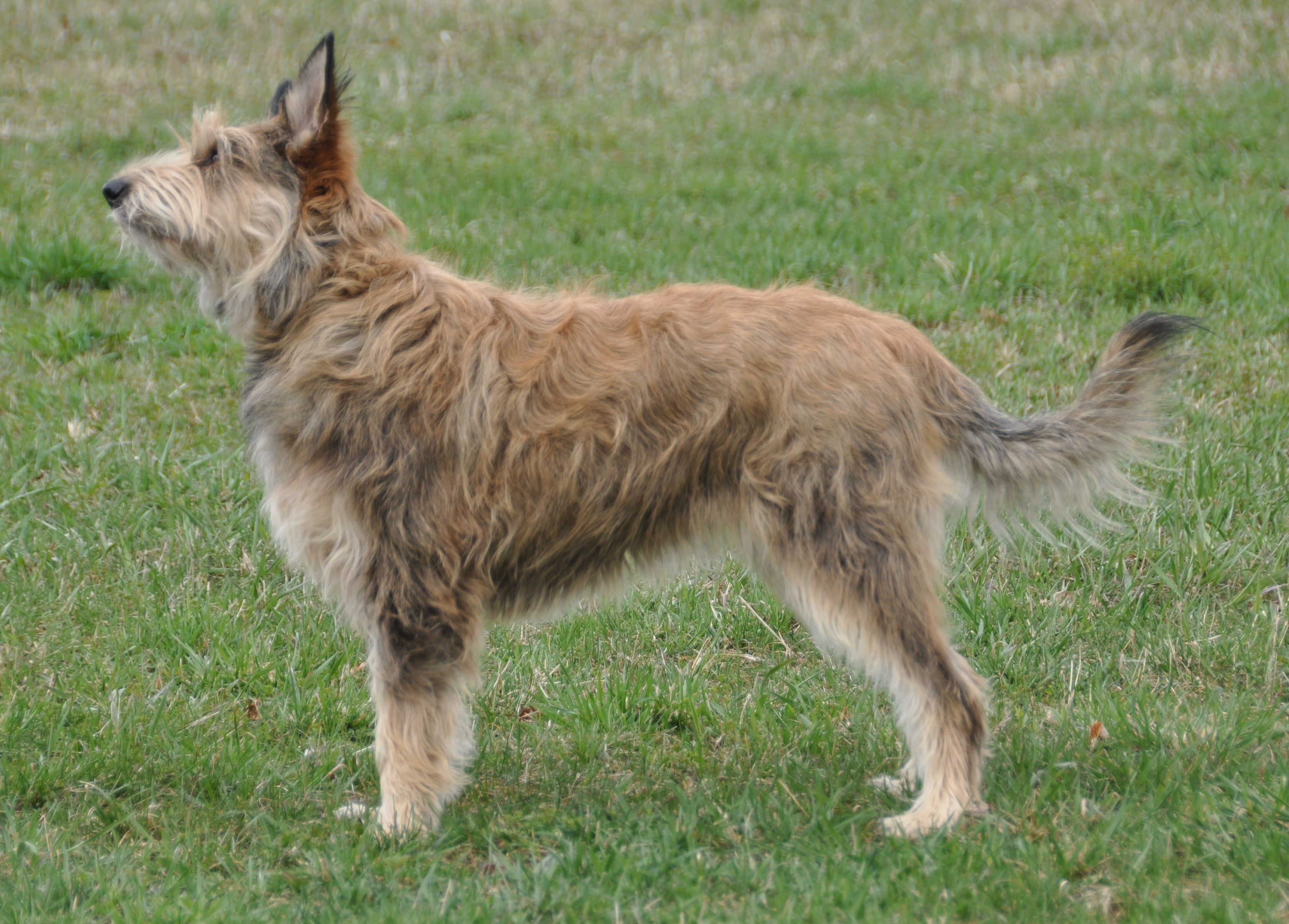
Dospělý jedinec

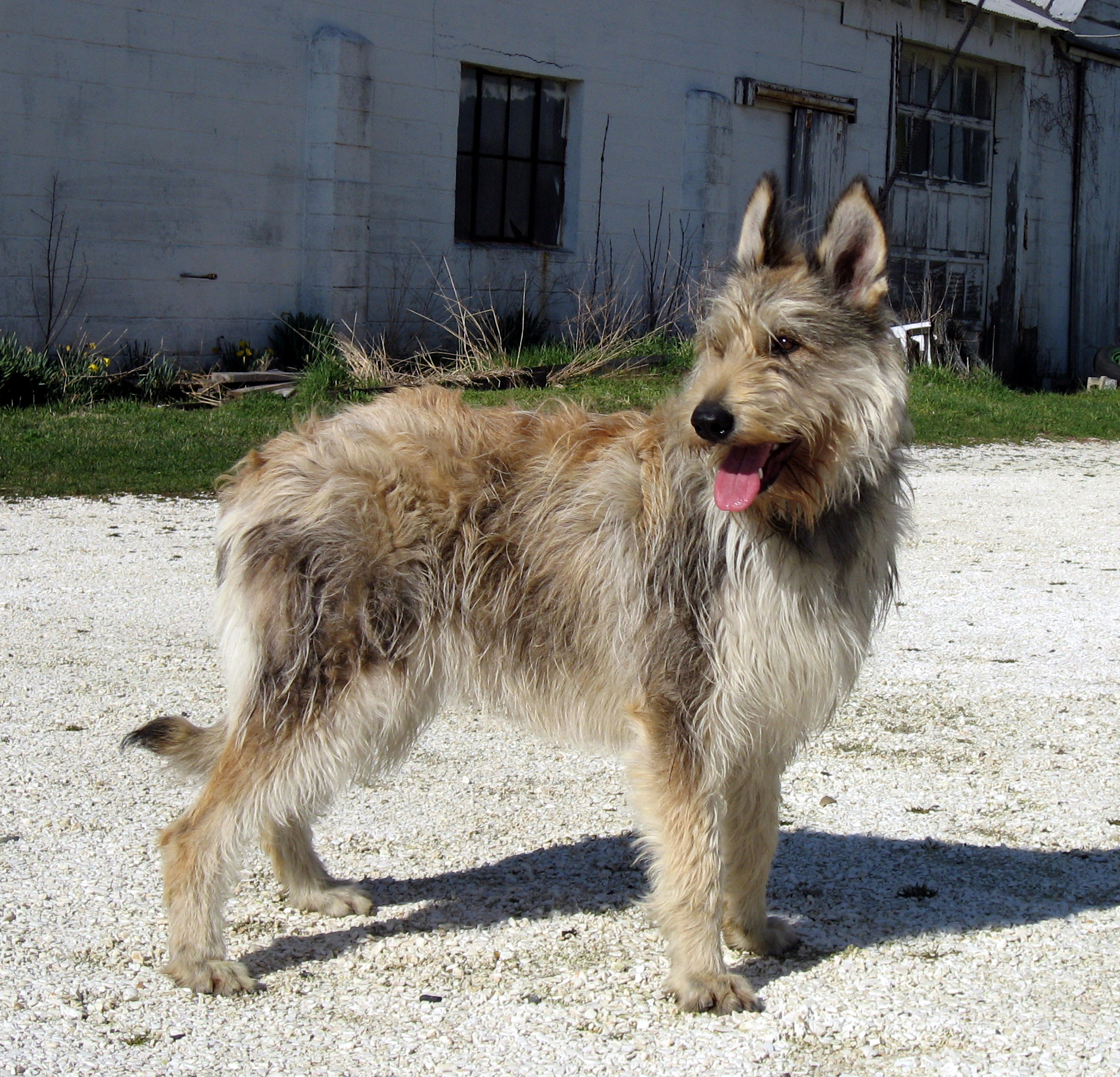

Pikardský ovčák je nejstarší francouzské ovčácké plemeno. Pochází z 9. století př. n. l., v této době se hojně vyskytoval v severní části Francie, v Pikardii. Sem přišel společně s Kelty. Jeho původním využitím bylo hlídání majetku ale také stád ovcí. Toto psí plemeno je vzdáleně příbuzné i beauceronem a briardem. Postupně se rozšířil i do Belgie, Švýcarska a Německa.
Dlouhou dobu se pak nikdo o pikardských ovčácích nezmínil, v roce 1899 se ale na výstavě v Amiensu ukázalo dvanáct psů, o nichž jejich majitelé tvrdili, že jsou to pikardští ovčáci, rozhodčí je však nepřiřadili k žádnému plemeni a odmítli posoudit.
První, kdo popsal toto plemeno byl Francouz Pierre Mégnin, v roce 1900. Tehdy již použil název pikardský ovčák, ale jeho popis se dnešním pikardským ovčákům nepodobá.
Dalším, kdo popsal pikardského ovčáka byl německý kynolog Richard Strebel a to na začátku 20. století. Tehdy jej pojmenoval jako holštýnského ovčáka, ale popis se velmi podobal na dnešní pikardské ovčáky.
Při první světové válce zemřelo mnoho chovných psů a kynologie celkově upadala. Po ní se Mégnin rozhodl znovu seskupit několik psů tohoto plemene a začal s jeho obnovou. Největší ranou pro chov tohoto plemene byla 2. světová válka, při které téměř vyhynulo. O jeho obnovu se pokoušel kynolog Cotté. Ta se skutečně podařila a Cotté se zasloužil i o to, že se pikardský ovčák dostal do povědomí veřejnosti.
První chovatelský klub plemene založil Robert Montenot a ten nesl název Klub přátel pikardského ovčáka a stalo se tak v roce 1955.
Oficiální používanou zkratkou je BPI. Plemeno je nejvíce rozšířené ve Francii, Holandsku, Německu a Belgii.

## Povaha
Pikardský ovčák má přátelskou, nekonfliktní povahu. Je aktivní, hravý a energický. Také je náladový a tvrdohlavý. Vybere si jen jednoho majitele, kterého bude poslouchat. Je klidný a nereaguje příliš zbrkle, také inteligentní a bystrý. Je věrný svému pánu a jen těžko si zvyká na jiného.
S dětmi vychází dobře a jejich hrátky mu nevadí. S jinými psy se musí stýkat již od štěněcího období, aby na ně později nebyl agresivní. Střeží si své území a brání rodinu. S jinými zvířaty vychází dobře. Má vlohy pro pasení.

## Péče
Tito psi nepotřebují příliš péče. Jejich srst je přirozeně rozcuchaná a na dotek hrubá, stačí ji 1x týdně pročesat. Není vhodné ji často mýt šamponem, ztratila by tak svoji přirozenou mastnotu. Netrimuje se.
Musí mít dostatek pohybu a neustále být zaměstnaný. Jsou pro ně vhodné veškeré typy pohybu, od procházek až po psí sporty, jako jsou agility nebo dogdancing, Mají vlohy pro pasení a je možné využívat je i v tomto oboru.
Vyžaduje pevné vedení a neustále opakování cviků. Výcvik by měl být zaměřený spíše na odměňování než na trestání. Majitel se musí obrnit trpělivostí, protože pikardský ovčák si několikrát rozmyslí, zda mu opravdu stojí za to, aby udělal, co po něm chcete.